# Quinque viae

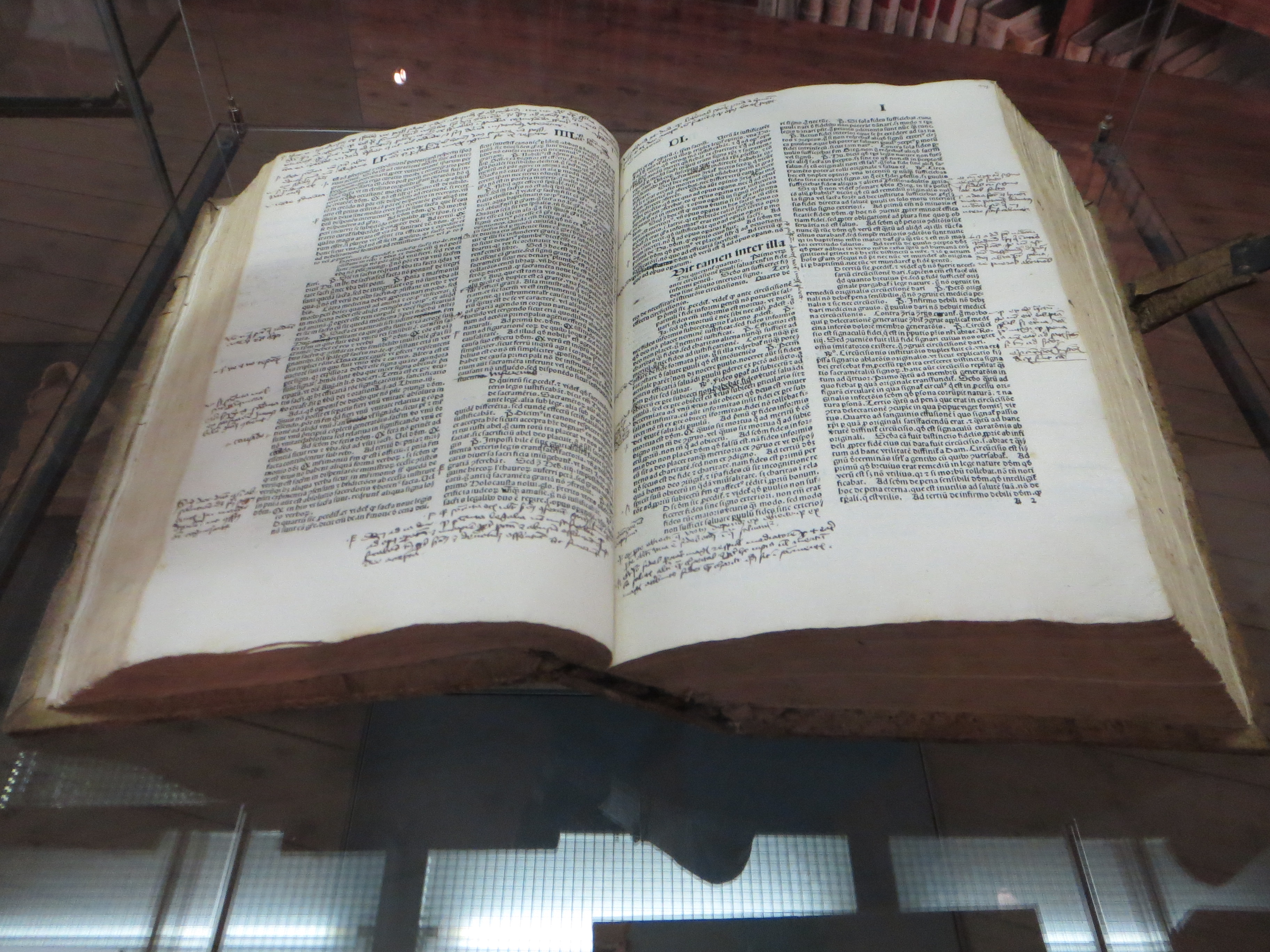
Suma teológica

Quinque viae (lit. en latín, Las cinco vías) son cinco argumentaciones a favor de la existencia de Dios incluidos en la parte Ia, cuestión 2.ª, artículo 3 de la Suma teológica (Summa theologiae) escrita en latín por el teólogo y filósofo del siglo XIII santo Tomás de Aquino. Tomás de Aquino no incluyó varios argumentos sobre la existencia de Dios que ya estaban postulados en ese momento, como el argumento ontológico de san Anselmo de Canterbury, ya que no creía que fuera válido. En el siglo XX, el filósofo y sacerdote católico Frederick Copleston dedicó gran parte de su trabajo a explicar y ampliar las cinco vías de Tomás de Aquino. Estos argumentos están diseñados para probar la existencia de un solo Dios (monoteísmo), como el Dios de la tradición judeocristiana.
El libro Suma de Teología, escrito por Santo Tomás de Aquino tuvo el objetivo de ser un manual para sus estudiantes. Este texto es una reinterpretación y adaptación de Aristóteles poniendo el pensamiento de este en función del Cristianismo al ser una gran influencia para Aquino. Cada vía es un proceso lógico para acceder al conocimiento de la existencia de un ser supremo, que es Dios.

## Antecedentes

### Necesidad de demostrar la existencia de Dios
Tomás de Aquino no creía que la mente humana finita pudiera saber lo que Dios es directamente, por lo tanto, la existencia de Dios no es evidente para nosotros. Entonces, en cambio, la proposición de que Dios existe debe ser "demostrada" a partir de los efectos de Dios, que son más conocidos por nosotros. Sin embargo, Tomás de Aquino no sostuvo que lo que podría demostrarse filosóficamente (es decir, como revelación general) necesariamente proporcionaría cualquiera de los detalles vitales revelados en Cristo y a través de la Iglesia (es decir, como revelación especial), todo lo contrario. Por ejemplo, aunque permitiría que "en todas las criaturas se encuentra el rastro de la Trinidad", sin embargo, "un rastro muestra que alguien ha pasado pero no quién es". 

### Categorización
Las cinco formas generalmente se consideran argumentos cosmológicos. Tomás de Aquino omitió varios argumentos que creía insuficientes o inadecuados, como el argumento ontológico hecho por Anselmo de Canterbury.

### Fuente
Una versión resumida de los cinco vías se da en la Summa theologiae. La Summa utiliza la forma de disputa escolástica (es decir, una forma literaria basada en un método de conferencia: se plantea una pregunta, luego se resumen las objeciones más serias, luego se proporciona una respuesta correcta en ese contexto, luego se responden las objeciones).
Un tratamiento posterior, más detallado, de los cinco vías se puede encontrar en la Summa contra gentiles. Tomás de Aquino elaboró cada uno de los cinco vías con más detalle al pasar en varios libros.

### Cadenas causales esenciales y accidentales
Las dos primeras formas se relacionan con la causalidad. Cuando Tomás de Aquino argumenta que una cadena causal no puede ser infinitamente larga, no tiene en mente una cadena donde cada elemento es un evento previo que causa el siguiente evento; En otras palabras, no está argumentando a favor de un primer evento en una secuencia. Más bien, su argumento es que una cadena de efectos concurrentes o simultáneos debe estar enraizada en última instancia en una causa capaz de generar estos efectos, y por lo tanto para una causa que es primero en el sentido jerárquico, no en el sentido temporal. 

Tomás de Aquino sigue la distinción que se encuentra en la Física XIII.5 de Aristóteles, y desarrollada por Simplicio, Maimónides y Avicena de que una cadena causal puede ser accidental (el padre de Sócrates causó a Sócrates, el abuelo de Sócrates causó al padre de Sócrates, pero el abuelo de Sócrates solo causó accidentalmente a Sócrates) o esencial (un palo está moviendo una piedra, porque una mano está moviendo simultáneamente el palo, y así transitivamente la mano está moviendo la piedra.) 
Una serie accidental de causas es aquella en la que las causas anteriores ya no necesitan existir para que la serie continúe. [...] Una serie esencial de causas es aquella en la que el primero, y cada miembro intermedio de la serie, debe continuar existiendo para que la serie causal continúe como tal. — "
Su pensamiento aquí se basa en lo que más tarde sería etiquetado como "series causales esencialmente ordenadas" por Juan Duns Scoto. (En Duns Scotus, es una serie causal en la que los elementos inmediatamente observables no son capaces de generar el efecto en cuestión, y una causa capaz de hacerlo se infiere en el extremo más alejado de la cadena. Ordinatio I.2.43)
Esta es también la razón por la que Tomás de Aquino rechazó que la razón pueda probar que el universo debe haber tenido un comienzo en el tiempo; porque todo lo que sabe y puede demostrar que el universo podría haber sido "creado desde la eternidad" por el Dios eterno. Él acepta la doctrina de la creación como una verdad de fe, no de razón.
Para una discusión de un argumento de cadena causal que se basa en un comienzo creado, véase Argumento cosmológico Kalam.

## Las cinco vías
Son cinco pruebas de la existencia de Dios en forma de argumentos filosóficos.
Tomás de Aquino toma como punto de partida para estas vías un punto visible, un principio metafísico y la imposibilidad de un proceso infinito, que ayudaran a formar cada uno de estas vías.

### Argumento del primer motor inmóvil o Vía del movimiento
"[...] En este mundo hay movimiento. Y todo lo que se mueve es movido por otro. [...] Igualmente, es imposible que algo mueva y sea movido al mismo tiempo, o que se mueva a sí mismo. Todo lo que se mueve necesita ser movido por otro. Pero si lo que es movido por otro se mueve, necesita ser movido por otro, y este por otro. Este proceder no se puede llevar indefinidamente, porque no se llegaría al primero que mueve, y así no habría motor alguno pues los motores intermedios no mueven más que por ser movidos por el primer motor. [...]. Por lo tanto, es necesario llegar a aquel primer motor al que nadie mueve. En este, todos reconocen a un ser más omnipotente del cual tenemos por nombre Dios."

En la primera vía se toma el Primer motor inmóvil aristotélico que santo Tomás de Aquino usa para pulirlo y convertirlo en un Dios creador, en este caso el Dios cristiano. Esta vía explica que se habla del movimiento en un sentido muy amplio por lo que primero tomamos que en el mundo hay cosas que cambian, esto es algo que podemos notar. Para luego seguir con un principio que nos dice que todo es movido por otra cosa pero a su vez se niega que esto pueda ser infinito y debe haber algo que no necesite ser movido por otra cosa. Para comprender mejor esto se puede tomar como ejemplo el nacimiento de un pollo. Este viene de un huevo pero a su vez ese huevo viene de una gallina y así seguiría ese ciclo, pero en cambio Dios no hace parte ya que él no viene de otra cosa, por eso es el motor primario que genera esa cadena que el resto si sigue.
La presentación más completa de la primera vía se encuentra en la Summa contra Gentiles, I, c. 13. En ella declara que "si tanto el mundo como el movimiento tienen comienzo, es evidente que es necesario suponer alguna causa que produzca de nuevo al mundo y al movimiento". No obstante, Aquino aconseja que "la vía más eficaz para demostrar la existencia de Dios es la que parte de la suposición de la eternidad del mundo". Encontramos esta misma estructura en el Compendium theologiae, I, c. 3. En él concluye que "incluso a los ignorantes les parece ridículo que los instrumentos sean movidos sin un agente principal, pues sería algo parecido a afirmar que una sierra y un hacha construyen un arca sin carpintero que las maneje. Luego es necesario que haya un primer motor que sea el supremo de todos, y a éste lo llamamos Dios".
Tomás de Aquino usa el término "movimiento" en su argumento, pero con esto entiende cualquier tipo de "cambio", más específicamente un tránsito de la potencialidad a la realidad. Dado que un potencial aún no existe, no puede hacer que exista y, por lo tanto, solo puede ser traído a la existencia por algo que ya existe. 

### Argumento de las causas eficientes o Vía de la causalidad
"[...] En el mundo sensible hay un orden de causas eficientes. Sin embargo, no encontramos, ni es posible, que algo sea causa eficiente de sí mismo, pues sería anterior a sí mismo, cosa imposible. [...] Si en las causas eficientes llevásemos hasta el infinito este proceder, no existiría la primera causa eficiente; en consecuencia no habría efecto último ni causa intermedia; y esto es absolutamente falso. Por lo tanto, es necesario admitir una causa eficiente primera. Todos la llaman Dios."

Esta vía quiere explicar que nadie puede ser causa de sí mismo y esto se refiere a que no venimos de la nada. Si estamos vivos es porque nuestros padres nos concibieron y así mismo todo necesita una causa anterior. A pesar de eso se necesita una primera causa que de paso a las demás por lo que Dios es la causa eficiente primera.
Como en la primera vía, las causas que Tomás de Aquino tiene en mente no son eventos secuenciales, sino relaciones de dependencia existentes simultáneamente: la causa eficiente de Aristóteles. Por ejemplo, el crecimiento de las plantas depende de la luz solar, que depende de la gravedad, que depende de la masa. Tomás de Aquino no está argumentando a favor de una causa que es la primera en una secuencia, sino más bien la primera en una jerarquía: una causa principal, en lugar de una causa derivada.

### Argumento de la contingencia o Vía de la contingencia
Encontramos que las cosas pueden existir o no existir, pues pueden ser producidas o destruidas, y consecuentemente es posible que existan o que no existan. Es imposible que las cosas sometidas a tal posibilidad existan siempre, pues lo que lleva en sí mismo la posibilidad de no existir, en un tiempo no existió. Si, pues, todas las cosas llevan en sí mismas la posibilidad de no existir, hubo un tiempo en que nada existió... Pero si esto es verdad, tampoco ahora existiría nada, puesto que lo que no existe no empieza a existir más que por algo que ya existe. Si, pues, nada existía, es imposible que algo empezara a existir; en consecuencia, nada existiría; y esto es absolutamente falso. Luego no todos los seres son sólo posibilidad; sino que es preciso algún ser necesario. Todo ser necesario encuentra su necesidad en otro, o no la tiene. Por otra parte, no es posible que en los seres necesarios se busque la causa de su necesidad llevando este proceder indefinidamente, como quedó probado al tratar las causas eficientes (núm. 2). Por lo tanto, es preciso admitir algo que sea absolutamente necesario, cuya causa de su necesidad no esté en otro, sino que él sea causa de la necesidad de los demás. Todos le dicen Dios."

La tercera vía nos dice que así como existimos, por distintos motivos tenemos la probabilidad de llegar a no existir. Esto no da un sentido de continuidad al universo y por eso es necesario un ser que nos asegure la existencia del resto de cosas.
El argumento comienza con la observación de que las cosas que nos rodean entran y salen de la existencia: los animales mueren, los edificios son destruidos, etc. Pero si todo fuera así, entonces, en algún momento nada existiría. Algunos intérpretes interpretan que Tomás de Aquino significa que asumiendo un pasado infinito, todas las posibilidades se realizarían y todo desaparecería. Dado que este claramente no es el caso, entonces debe haber al menos una cosa que no tenga la posibilidad de desaparecer. Sin embargo, esta explicación parece implicar la falacia de composición (cambio cuantificador). Además, no parece estar de acuerdo con el principio de Tomás de Aquino de que, entre las cosas naturales, la destrucción de una cosa es siempre la generación de otra. Alternativamente, uno podría leer que Tomás de Aquino argumenta lo siguiente: si hay un cambio eterno, de modo que las cosas se generan y corrompen eternamente, y dado que un efecto eterno requiere una causa eterna (así como una conclusión necesaria requiere premisas necesarias), entonces debe existir un agente eterno que pueda explicar la eternidad de la generación y la corrupción. Sostener la alternativa, a saber, que una serie infinita de causas contingentes podría explicar la generación eterna y la corrupción plantearía un argumento circular: ¿Por qué hay generación eterna y corrupción? Porque hay una serie eterna de causas que están siendo generadas y corrompidas. ¿Y por qué hay una serie infinita de causas que están siendo generadas y corrompidas? Porque hay generación eterna y corrupción. Dado que tal explicación no es aceptable, debe haber (al menos uno) ser eterno y necesario.

### Argumento de los grados de perfección o Vía de los grados de perfección
"[...] Pues nos encontramos que la bondad, la veracidad, la nobleza y otros valores se dan en las cosas. [...] Hay algo, por tanto, que es muy veraz, muy bueno, muy noble; y, en consecuencia, es el máximo ser; pues las cosas que son sumamente verdaderas, son seres máximos, como se dice en II Metaphys. Como quiera que en cualquier género, lo máximo se convierte en causa de lo que pertenece a tal género -así el fuego, que es el máximo calor, es causa de todos los calores, como se explica en el mismo libro —, del mismo modo hay algo que en todos los seres es causa de su existir, de su bondad, de cualquier otra perfección. Le llamamos Dios."

En la cuarta vía se dice que debe existir el ser más perfecto ya que la existencia de este hace que podamos tener una medición de lo que es la perfección y evaluar a cada ser con esto. 
El argumento tiene sus raíces en Aristóteles y Platón, pero su forma desarrollada se encuentra en la Monologion de Anselmo de Canterbury. Aunque el argumento tiene influencias platónicas, Tomás de Aquino no era platónico y no creía en la Teoría de las Formas. Más bien, está argumentando que las cosas que solo tienen una existencia parcial o defectuosa indican que no son sus propias fuentes de existencia, y por lo tanto deben confiar en otra cosa como la fuente de su existencia. El argumento hace uso de la teoría de los trascendentales: propiedades de la existencia. Por ejemplo, "verdadero" presenta un aspecto de la existencia, ya que cualquier cosa existente será "verdadera" en la medida en que sea verdad que existe. O "uno", en la medida en que cualquier cosa existente será (al menos) "una cosa". La premisa que parece causar la mayor dificultad entre los intérpretes de la cuarta vía es que la mayor en un género es la causa de todo lo demás en el género. Esta premisa no parece ser universalmente cierta, y de hecho, el propio Tomás de Aquino piensa que esta premisa no siempre es cierta, sino solo bajo ciertas circunstancias: a saber, cuando 1) las cosas menores en el género necesitan una causa, y 2) no hay nada fuera del género que pueda ser la causa. Cuando se cumplen estas dos condiciones, la premisa de que el más grande en el género es la causa de todo lo demás en ese género se mantiene, ya que nada da lo que no tiene. Dado que Tomás de Aquino está tratando específicamente con trascendentales como el ser y la bondad, y dado que no hay nada fuera de lo trascendental, se deduce que no hay nada fuera del género que pueda ser una causa (condición 2). Además, si algo tiene menos que el máximo ser o bondad o verdad, entonces no debe tener ser o bondad o verdad en sí mismo. Por ejemplo, ¿cómo podría lo que tiene la circularidad en sí misma ser menos que completamente circular? Por lo tanto, todo lo que tiene menos que el máximo ser o bondad o verdad debe necesitar una causa de su ser, bondad y verdad (condición 1). 

### Argumento teleológico o Vía de la finalidad
"[...] Pues vemos que hay cosas que no tienen conocimiento, como son los cuerpos naturales, y que obran por un fin. Esto se puede comprobar observando cómo siempre o a menudo obran igual para conseguir lo mejor. De donde se deduce que, para alcanzar su objetivo, no obran al azar, sino intencionadamente. Las cosas que no tienen conocimiento no tienden al fin sin ser dirigidas por alguien con conocimiento e inteligencia, como la flecha por el arquero. Por lo tanto, hay alguien inteligente por el que todas las cosas son dirigidas al fin. Le llamamos Dios."

Con esta última vía se quiere decir que en el universo existe un orden que hace que seres, aún sin tener el conocimiento de todo, saben cómo actuar en función de su beneficio. Todos los seres tienen una finalidad. Por ejemplo, el fin del cuchillo es cortar correctamente. Pero los seres inanimados, que carecen de conocimiento, no pueden alcanzar su fin si no es porque una criatura inteligente los empuja a ello. Por ejemplo, somos los seres humanos los que, haciendo uso de los cuchillos, los llevamos a que cumplan su fin. Esa es la razón por la que se necesita la existencia de un ser inteligente que pueda dirigir como es todo el universo, es decir Dios.
Esto también se conoce como el argumento teleológico. Sin embargo, no es un argumento de "relojero cósmico" de diseño (ver más abajo).
La quinta vía utiliza la causa final de Aristóteles. Aristóteles argumentó que una explicación completa de un objeto implicará el conocimiento de cómo llegó a ser (causa eficiente), de qué material consiste (causa material), cómo se estructura ese material (causa formal) y los comportamientos específicos asociados con el tipo de cosa que es (causa final). El concepto de causas finales implica el concepto de disposiciones o "fines": una meta o meta específica hacia la cual algo se esfuerza. Por ejemplo, las bellotas se convierten regularmente en robles, pero nunca en leones marinos. El roble es el "fin" hacia el que la bellota "apunta", su disposición, incluso si no logra alcanzar la madurez. Los objetivos y metas de los seres inteligentes se explican fácilmente por el hecho de que conscientemente establecen esos objetivos para sí mismos. La implicación es que si algo tiene una meta o fin hacia el cual se esfuerza, es porque es inteligente o porque algo inteligente lo está guiando.
Debe enfatizarse que este argumento es distinto del argumento de diseño asociado con William Paley y el movimiento de Diseño Inteligente. Estos últimos argumentan implícitamente que los objetos en el mundo no tienen disposiciones o fines inherentes, sino que, como el reloj de Paley, no tendrán naturalmente un propósito a menos que se vean obligados a hacer alguna agencia externa. Estos últimos también se centran en la complejidad y las partes de interfuncionamiento como el efecto que necesita explicación, mientras que la quinta vía toma como punto de partida cualquier regularidad. (Por ejemplo, que un ojo tiene una función complicada, por lo tanto, un diseño, por lo tanto, un diseñador) pero un argumento de causa final (por ejemplo, que el patrón de que las cosas existen con un propósito en sí mismo nos permite llegar recursivamente a Dios como la fuente última de propósito sin estar limitados por ningún propósito externo).

## Críticas

### Filosófica
La crítica del argumento cosmológico, y por lo tanto las tres primeros vías, surgió en el siglo XVIII por los filósofos David Hume e Immanuel Kant.
Kant argumentó que nuestras mentes dan estructura a las materias primas de la realidad y que, por lo tanto, el mundo está dividido en el mundo fenoménico (el mundo que experimentamos y conocemos) y el mundo nouménico (el mundo tal como es "en sí mismo", que nunca podemos conocer). Dado que los argumentos cosmológicos razonan desde lo que experimentamos, y por lo tanto el mundo fenoménico, hasta una causa inferida, y por lo tanto el mundo noumenal, dado que el mundo noumenal está más allá de nuestro conocimiento, nunca podemos saber qué hay allí. Kant también argumentó que el concepto de un ser necesario es incoherente, y que el argumento cosmológico presupone su coherencia, y por lo tanto los argumentos fallan.
Hume argumentó que, dado que podemos concebir causas y efectos como separados, no existe una conexión necesaria entre ellos y, por lo tanto, no necesariamente podemos razonar de un efecto observado a una causa inferida. Hume también argumentó que explicar las causas de los elementos individuales lo explica todo, y por lo tanto no hay necesidad de una causa de toda la realidad.
El filósofo de la religión del Richard Swinburne argumentó en su libro, La simplicidad como evidencia de la verdad, que estos argumentos sólo son fuertes cuando se juntan, y que individualmente cada uno de ellos es débil.
El sacerdote y filósofo católico Frederick Copleston dedicó gran parte de su trabajo a una explicación moderna y expansión de los argumentos de Tomás de Aquino.
Más recientemente, el prominente filósofo tomista Edward Feser ha argumentado en su libro Aquinas: A Beginner's Guide que Richard Dawkins, Hume, Kant y la mayoría de los filósofos modernos no tienen una comprensión correcta de Tomás de Aquino en absoluto; que los argumentos son a menudo difíciles de traducir en términos modernos. Ha defendido extensamente los argumentos en Five Proofs of the Existence of God.
 

El filósofo ateo J. H. Sobel ofrece objeciones a las tres primeras vías al desafiar la noción de sostener causas eficientes y un actualizador concurrente de la existencia. Graham Oppy también ha ofrecido críticas de los argumentos en sus intercambios con Edward Feser y en su trabajo publicado. Anthony Kenny señala su principal crítica a las vías de Aquino:
“[L]as Cinco Vías fracasan […] principalmente porque es mucho más difícil de lo que parece en un principio separarlas de su trasfondo en la cosmología medieval. Cualquier argumento cosmológico contemporáneo tendría que ser mucho más diferente de los argumentos de Tomás de Aquino de lo que suelen ser las modernizaciones escolásticas”.
Aunque para Scott MacDonald la primera vía de Aquino puede "liberarse de las trampas de la ciencia y la astrología antiguas y defenderse contra las críticas estrictamente filosóficas más comunes [...] no obstante, falla como prueba independiente de la existencia de Dios porque su validez depende de otra de las pruebas de Tomás de Aquino de la existencia de Dios", esta es la tercera vía.

### Popular
El libro del biólogo Richard Dawkins argumenta en El espejismo de Dios contra de las cinco vías. Según Dawkins, "[l]as cinco 'pruebas' afirmadas por Tomás de Aquino en el siglo XIII no prueban nada".
En Why there almost sure is a God: Doubting Dawkins, el filósofo Keith Ward afirma que Dawkins declaró mal las cinco formas, y por lo tanto responde con un hombre de paja. Por ejemplo, para la quinta vía, Dawkins lo coloca en la misma posición para su crítica que la analogía del relojero, cuando de hecho, según Ward, son argumentos muy diferentes. Ward defendió la utilidad de las cinco vías (por ejemplo, en el cuarto argumento afirma que todos los olores posibles deben preexistir en la mente de Dios, pero que Dios, siendo por su naturaleza no físico, no apesta) mientras señalaba que solo constituyen una prueba de Dios si primero se comienza con una proposición de que el universo puede entenderse racionalmente. Sin embargo, argumenta que son útiles para permitirnos entender cómo será Dios dada esta presuposición inicial.
 

El teólogo ortodoxo oriental David Bentley Hart dice que Dawkins "dedicó varias páginas de El espejismo de Dios a una discusión de las 'cinco vías' de Tomás de Aquino, pero nunca pensó en valerse de los servicios de algún erudito del pensamiento antiguo y medieval que podría habérselos explicado... Como resultado, no solo confundió las cinco vías con la declaración exhaustiva de Tomás sobre por qué deberíamos creer en Dios, lo que definitivamente no son, sino que terminó tergiversando completamente la lógica de cada uno de ellos, y en los niveles más básicos. Hart dijo del tratamiento de Dawkins de los argumentos de Tomás de Aquino que:
Sin conocer la distinción escolástica entre causalidad primaria y secundaria, por ejemplo, [Dawkins] imaginó que la charla de Tomás de una "primera causa" se refería a la agencia causal temporal inicial en una serie temporal continua de causas discretas. Pensó que la lógica de Tomás requiere que el universo haya tenido un comienzo temporal, lo que Tomás explícita y repetidamente dejó claro que no es el caso. Anacrónicamente confundió el argumento de Tomás de la teleología natural universal con un argumento de aparente "Diseño Inteligente" en la naturaleza. Pensó que la prueba de Tomás del "movimiento" universal se refería solo al movimiento físico en el espacio, al "movimiento local", en lugar del movimiento ontológico de la potencia a la acción. Confundió el argumento de Tomás de grados de perfección trascendental con un argumento de grados de magnitud cuantitativa, que por definición no tienen suma perfecta. (Es cierto que esos dos últimos son un poco difíciles para las personas modernas, pero él podría haber preguntado de todos modos). 